# Станіслав Мишка-Холоневський
Граф Станіслав Мишка-Холоневський (23 березня 1791 — 3 вересня 1846) — ксьондз, літератор, теолог, релігійний діяч.

## Біографія

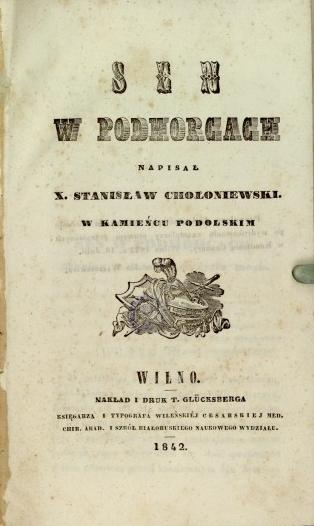
Книга «Sen w Podhorcach»

Батько Станіслава Рафаїл був коронним мечником, коломийським літинським, летичівським[джерело?] старостою та послом на сеймах. Після смерті молодшого брата батько Станіслава став власником «Янівського ключа», в який, окрім Янова, входило 8 сіл з 3000 підданих. Мати Станіслава загинула, коли Станіславу було кілька років. В дитинстві отримав хорошу домашню освіту, пізніше навчався у Віленському університеті, також 2 роки перебував у війську.
В 1819 отримав від батька в спадщину Іванівський замок.
В 1827—1833 навчався в духовній семінарії в Римі.
З 1838 жив у Кам'янці-Подільському, на літо виїжджав до Іванова. Проживав у будинку біля кляштору Візиток.

## Творчість
- «Sen w Podhorcach»
- «Dwa wieczory pani starościny Olbromskiej»
- «Opis podróży kijowskiej odbytej w 1840 roku»